# جون إي. رانكين
جون إي. رانكين (بالإنجليزية: John E. Rankin) هو محامي وصحفي وسياسي أمريكي، ولد في 29 مارس 1882 في الولايات المتحدة، وتوفي في 26 نوفمبر 1960 في نفس البلد. حزبياً، نشط في الحزب الديمقراطي. وقد انتخب مندوب ‏ (1932 – 1932) وانتخب مدع (1911 – 1915) وانتخب عضو مجلس النواب الأمريكي.

## أنظر أيضًا
- لجنة مجلس النواب المعنية بالنشاطات المعادية لأمريكا